# ديريك بروكس
ديريك بروكس (بالإنجليزية: Derrick Brooks)‏ (و. 1973  م) هو لاعب كرة قدم أمريكية، من الولايات المتحدة، ولد في بينساكولا، فلوريدا، يلعب كظهير ‏.

## التعليم
تعلم في Booker T. Washington High School (Pensacola, Florida) ‏.

## جوائز
حصل على جوائز منها:
- قاعة مشاهير محترفي كرة القدم.

## روابط خارجية
- ديريك بروكس على موقع إي إس بي إن.كوم (أن.أف.أل)3
- ديريك بروكس على موقع مرجع كرة القدم المحترفة.كوم (الإنجليزية)
- ديريك بروكس على موقع قاعة فلوريدا للمشاهير الرياضية (الإنجليزية)